# Шапиев, Джабраил Нурмагомедович
Джабраил (Жавраил) Нурмагомедович Шапиев (узб. Javrail Shapiev; 20 апреля 1997, Избербаш, Дагестан, Россия) — российский, а затем узбекистанский борец вольного стиля. Член сборной Узбекистана, участник двух Олимпийских игр.

## Спортивная карьера
Сначала года занимается под руководством Магомеда Магомедова в каякентской спортшколе, хотя жил в Избербаше, позже перебрался в Махачкалу, занимался в ШВСМ у Расула Гадисова. В марте 2014 года выиграл первенство России среди юношей во Владикавказе. В мае 2014 года одержал победу на чемпионате Европы среди юниоров в Болгарии. В октябре 2019 года стал серебряным призёром Кубка Ахмата Кадырова в Грозном. В апреле 2021 года на азиатском квалификационном турнире в Алма-Ате завоевал лицензию на Олимпиаду в Токио. В июне 2021 года в Каспийске стал победителем турнира памяти Али Алиева. 5 августа 2021 года на Олимпийских играх 2020 года уступил в схватке за бронзовую медаль россиянину Артуру Найфонову, в итоге заняв 5 место. 12 апреля 2024 года в Бишкеке на чемпионате Азии, уступив в финале Азамату Даулетбекову из Казахстана, стал серебряным призёром.

## Личная жизнь
Брат: Иса Шапиев, также борец вольного стиля, выступал за Россию, ныне представляет Узбекистан.

## Спортивные результаты

### За Россию
- Чемпионат Европы среди юниоров 2014 — ;
- Мемориал Али Алиева 2015 — 5;

### За Узбекистан
- Чемпионат Азии среди юниоров 2017 — ;
- Чемпионат мира среди юниоров 2017 — 15;
- Чемпионат Азии по борьбе 2018 — 5;
- Мемориал Али Алиева 2018 — ;
- Чемпионат мира среди молодежи 2018 — 13;
- Мемориал Али Алиева 2019 — ;
- Турнир на призы Александра Медведя 2019 — ;
- Чемпионат мира по борьбе 2019 — 12;
- Межконтинентальный кубок 2019 — ;
- Международный турнир в Киеве 2021 — ;
- Мемориал Али Алиева 2021 — ;
- Олимпийские игры 2020 — 5;
- Чемпионат Азии по борьбе 2024 — ;